# Artiwara Kongmalai
Artiwara Kongmalai (tiếng Thái: อาทิวราห์ คงมาลัย, phiên âm: A-thi-va-la Khong-ma-lai, sinh ngày 30 tháng 5 năm 1979) còn có nghệ danh là Toon (ตูน, Tun), là một ca sĩ và nhà soạn nhạc người Thái Lan, và là một thành viên của ban nhạc Bodyslam. Ngoài ra còn có là cháu của Aed Carabao, và là anh em họ của Bongkoj Khongmalai. Anh tham gia cuộc thi sân khấu Hot wave music award đầu tiên Năm 1996 Và là thành viên của ban nhạc La-on Và ký với nhãn âm nhạc Music bugs. Trước Một số thành viên trong ban nhạc Đi du học Sau đó Artiwara, Thanadol Changsawek Và Ratthaphol Phanchet Thành lập một ban nhạc mới có tên Body slam Và sản xuất âm nhạc liên tục cho đến ngày hôm nay
Artiwara Kongmalai vẫn là thí sinh Bóng bàn liên tục Và được mời làm đại sứ thể thao bóng bàn từ hiệp hội bóng bàn của Thái Lan.
Hiện tại Artiwara Trưởng dự án "Kao khon la kao" (tiếng Thái: ก้าวคนละก้าว Từng bước mỗi) Mà có mục tiêu vốn 700 triệu Baht Đến bệnh viện Trung tâm 11 Ở thái lan Bằng cách chạy từ Huyện Betong, Tỉnh Yala Điểm cực nam của Thái lan Để Huyện Mae Sai Tỉnh Chiang Rai Điểm cực bắc của Thái lan Tổng khoảng cách 2,215.4 Km. Tổng thời gian đi bộ và chạy 55 ngày Cuối cùng, vượt quá số lượng mục tiêu. 1,148 triệu baht

## Danh sách đĩa nhạc
- 2010 - Kid Hoad (Con Siriporn Ampaipong)[1]
- 2010 - Saeng Sud Thay
- 2013 - Ruea Lek Kuan Oak Chak Fang

## Phim truyền hình
- 2011 - SuckSeed

## Đời tư
Artiwara đã chính thức kết hôn với nữ diễn viên Racchawin Wongwiriya cuối tháng 11 năm 2020.